# 閃光小褐鱈
閃光小褐鱈，為輻鰭魚綱鱈形目稚鱈科的其中一種，分布於中東太平洋夏威夷群島海域，為深海魚類，深度95-300公尺，棲息在底層水域，生活習性不明。

## 扩展阅读
維基物種上的相關：閃光小褐鱈